# Rinky Hijikata
Rinky Hijikata (Sídney, 23 de febrero de 2001) es un tenista profesional australiano.
Es hijo de inmigrantes japoneses: su padre, Makoto, nació en Tokio y es entrenador de tenis, mientras que su madre, Junko, es originaria de Kōbe.

## Carrera profesional
Su mejor ranking en individuales fue la posición N°70 el (16 de octubre de 2023). En dobles fue el N°23, logrado el (30 de octubre de 2023)

## Torneos de Grand Slam

### Dobles

#### Títulos (1)
| Año  | Torneo               | Pareja       | Oponentes en la final  | Resultado   |
| 2023 | Abierto de Australia | Jason Kubler | Hugo Nys Jan Zieliński | 6-4, 7-6(4) |

#### Finalista (1)
| Año  | Torneo    | Pareja    | Oponentes en la final       | Resultado   |
| 2025 | Wimbledon | David Pel | Julian Cash Lloyd Glasspool | 2-6, 6-7(3) |

## Títulos ATP (2; 0+2)

### Dobles (2)
| Leyenda                         |
| Grand Slam (1)                  |
| ATP Wourld Tour Finals (0)      |
| ATP Masters 1000 World Tour (0) |
| ATP World Tour 500 series (1)   |
| ATP World Tour 250 series (0)   |

| N.º | Fecha                 | Torneo               | Superficie | Pareja       | Oponentes en la final      | Resultado   |
| --- | --------------------- | -------------------- | ---------- | ------------ | -------------------------- | ----------- |
| 1.  | 28 de enero de 2023   | Abierto de Australia | Dura       | Jason Kubler | Hugo Nys Jan Zieliński     | 6-4, 7-6(4) |
| 2.  | 22 de octubre de 2023 | Tokio                | Dura       | Max Purcell  | Jamie Murray Michael Venus | 6-4, 6-1    |

#### Finalista (3)
| N.º | Fecha                 | Torneos      | Superficie | Pareja           | Oponentes en la final             | Resultado        |
| --- | --------------------- | ------------ | ---------- | ---------------- | --------------------------------- | ---------------- |
| 1.  | 19 de febrero de 2023 | Delray Beach | Dura       | Reese Stalder    | Marcelo Arévalo Jean-Julien Rojer | 3-6, 4-6         |
| 2.  | 11 de febrero de 2024 | Dallas       | Dura (i)   | William Blumberg | Max Purcell Jordan Thompson       | 4-6, 6-2, [8-10] |
| 3.  | 12 de julio de 2025   | Wimbledon    | Hierba     | David Pel        | Julian Cash Lloyd Glasspool       | 2-6, 6-7(3)      |

## Títulos ATP Challenger (4; 3+1)

### Individuales (3)
| N.° | Fecha                 | Torneo   | Superficie | Oponente en la final | Resultado   |
| --- | --------------------- | -------- | ---------- | -------------------- | ----------- |
| 1.  | 30 de octubre de 2022 | Playford | Dura       | Rio Noguchi          | 6-1, 6-1    |
| 2.  | 4 de febrero de 2022  | Burnie   | Dura       | James Duckworth      | 6-3, 6-3    |
| 3.  | 27 de octubre de 2022 | Playford | Dura       | Yuta Shimizu         | 6-4, 7-6(4) |

### Dobles (1)
| N.º | Fecha                    | Torneo | Superficie | Compañero     | Oponentes en la final                | Resultado        |
| --- | ------------------------ | ------ | ---------- | ------------- | ------------------------------------ | ---------------- |
| 1.  | 16 de septiembre de 2023 | Cary   | Dura       | Andrew Harris | William Blumberg Luis David Martinez | 6-4, 3-6, [10-6] |